# Ora Lightning Cat
Ora Lightning Cat es un automóvil sedán eléctrico de batería producido en China desde el 2022 por el fabricante GWM ORA; empresa filial de Great Wall Motors.

## Descripción general
El prototipo del Ora Lightning Cat se presentó al público por primera vez junto con el Ora Ballet Cat el 21 de abril de 2021 en el Salón del Automóvil de Shanghái. En un anticipo del ingreso de la marca china en el mercado europeo se exhibió el 'Cat 01' y el 'Cat 02' ambos rebautizados como Ora Good Cat.Un Lightning Cat diferente se exhibió a finales de septiembre de 2021 en el Salón Internacional del Automóvil de Alemania  en Múnich, con el nombre 'Cat 03'. En la Exposición Internacional del Automóvil de Tailandia de 2022 se exhibió con el nombre 'Grand Cat'. El Ora Lightning Cat es controvertido ya que su diseño exterior se asemeja mucho al Porsche 911 y el Porsche Panamera.

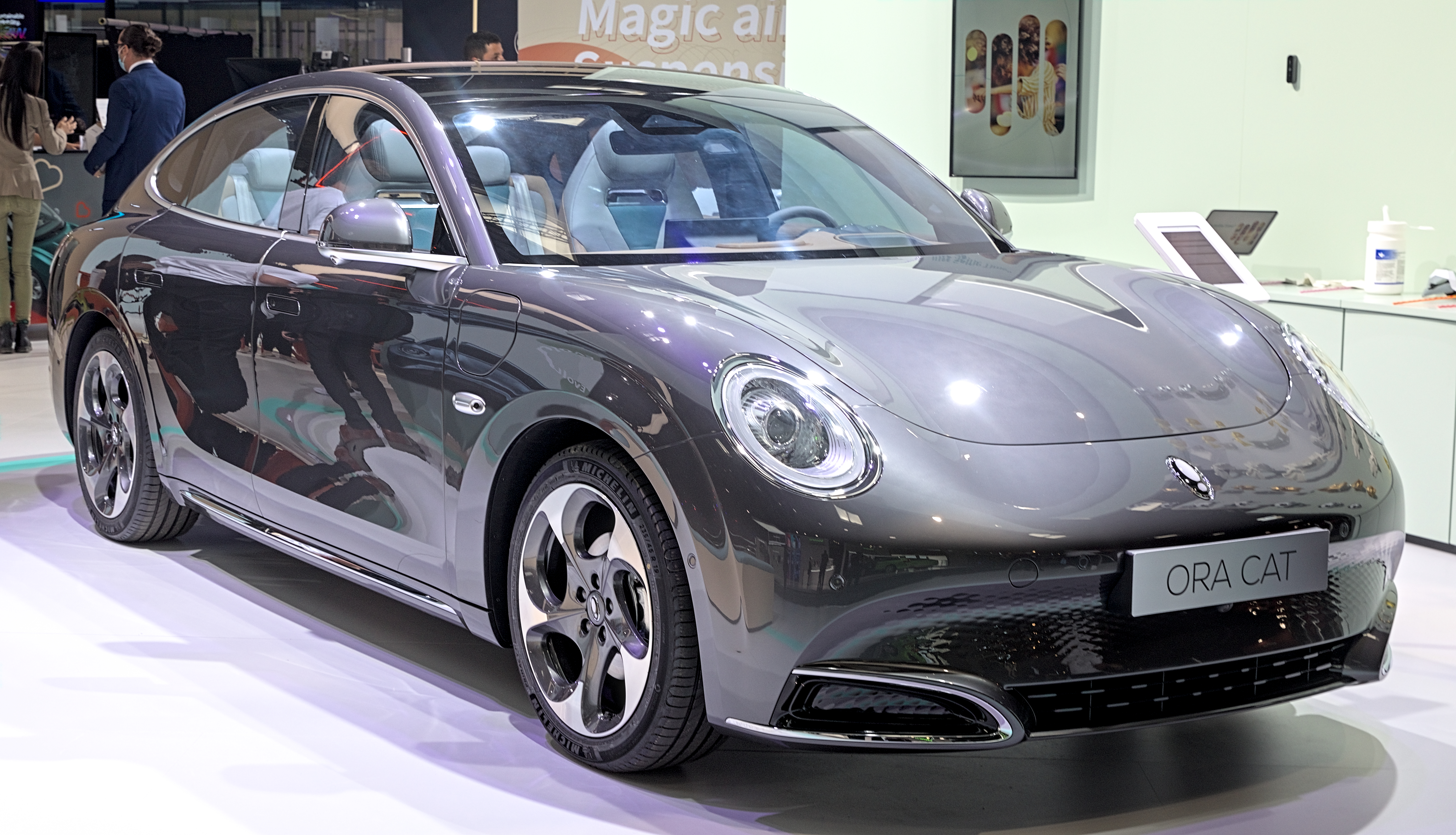
Vista delantera del Ora 03 Cat.
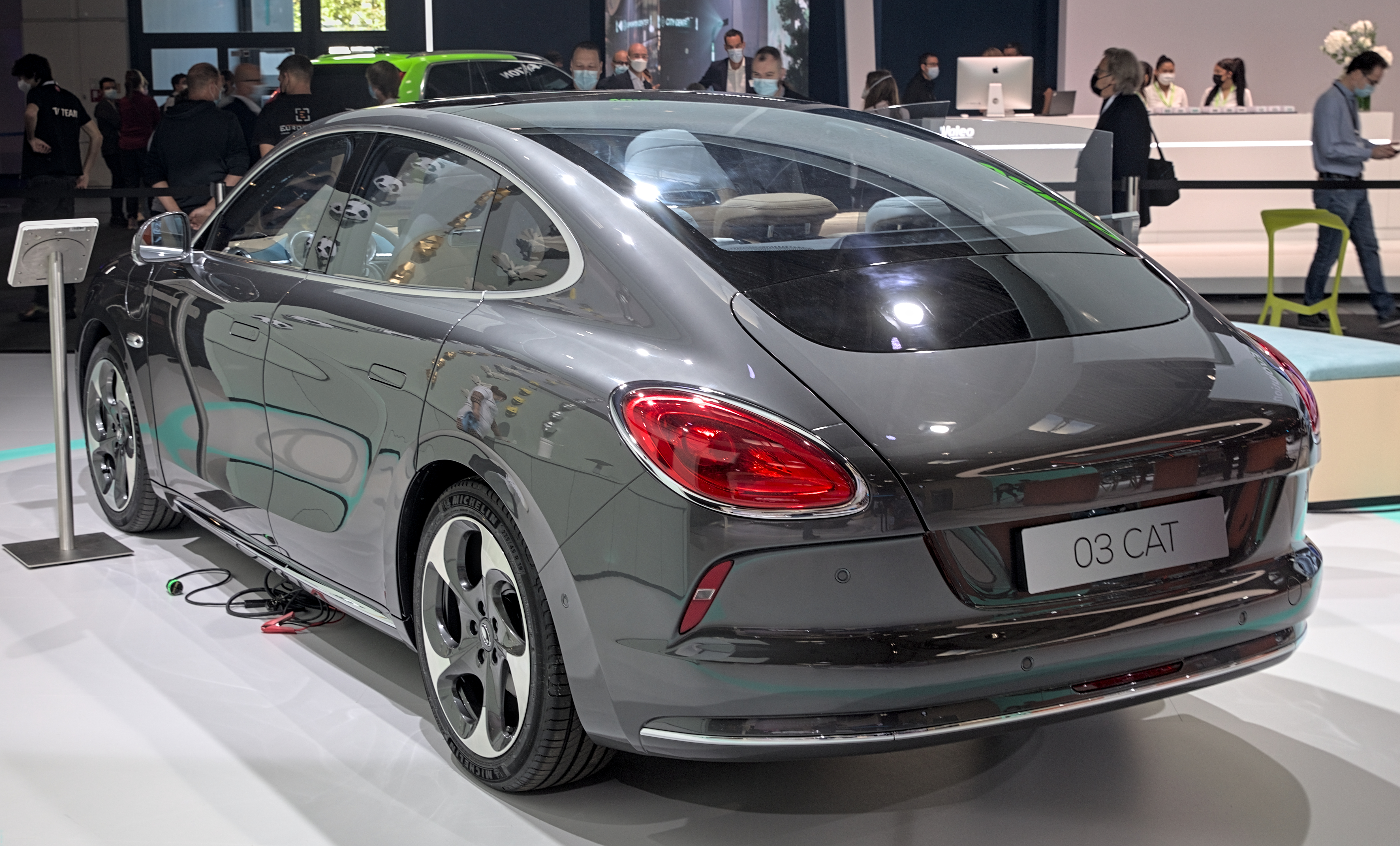
Vista trasera del Ora 03 Cat.
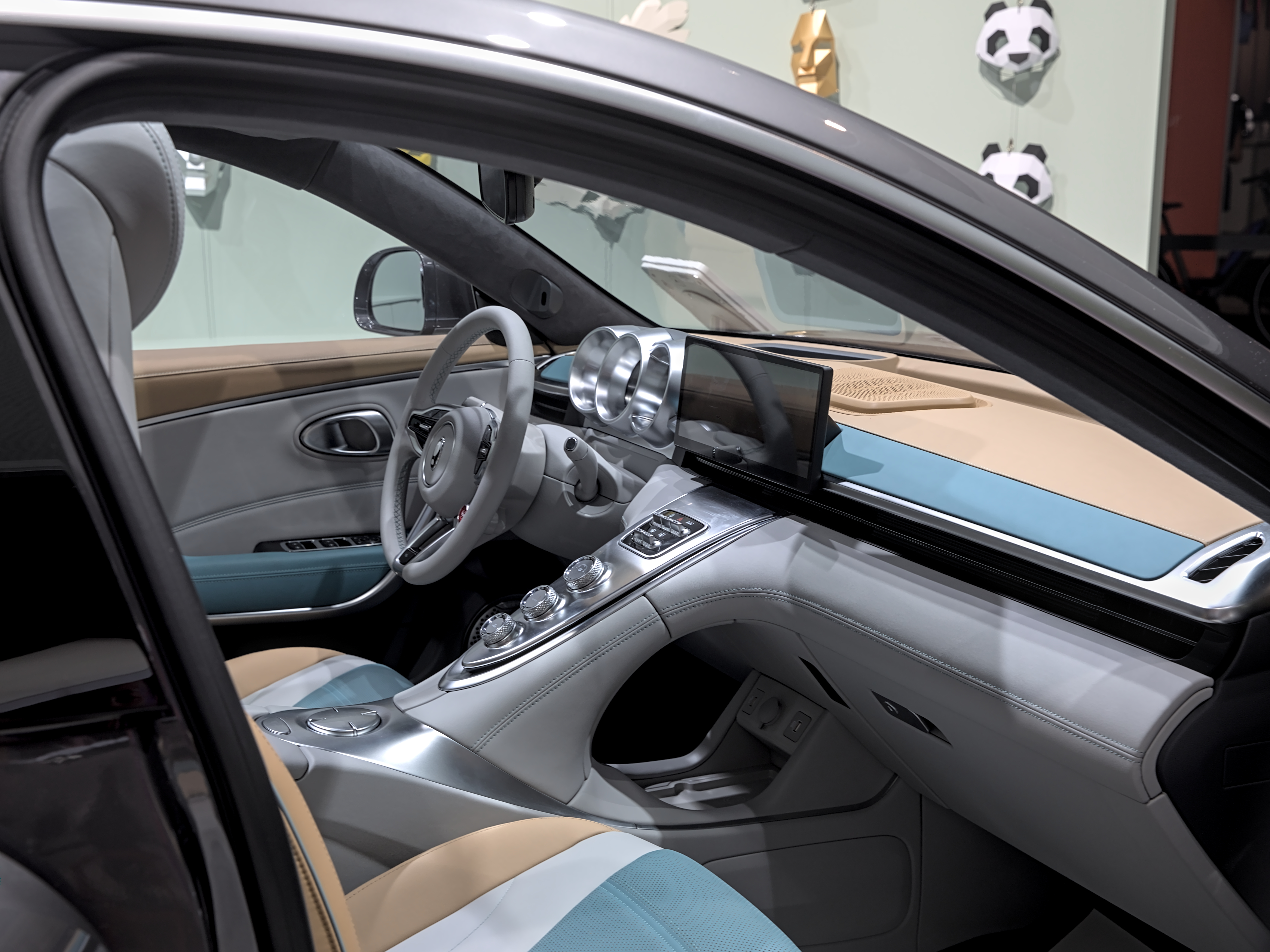
Interior del Ora 03 Cat.

## Especificaciones
El Lightning Cat viene con conducción autónoma de nivel 3, lo que permite conducir, frenar, acelerar y estacionar el automóvil sin tripulación. También se incluye un sistema de soporte de cabina basado en inteligencia artificial que monitorea la temperatura y el pulso de los ocupantes del automóvil para ajustar la comodidad de la cabina.

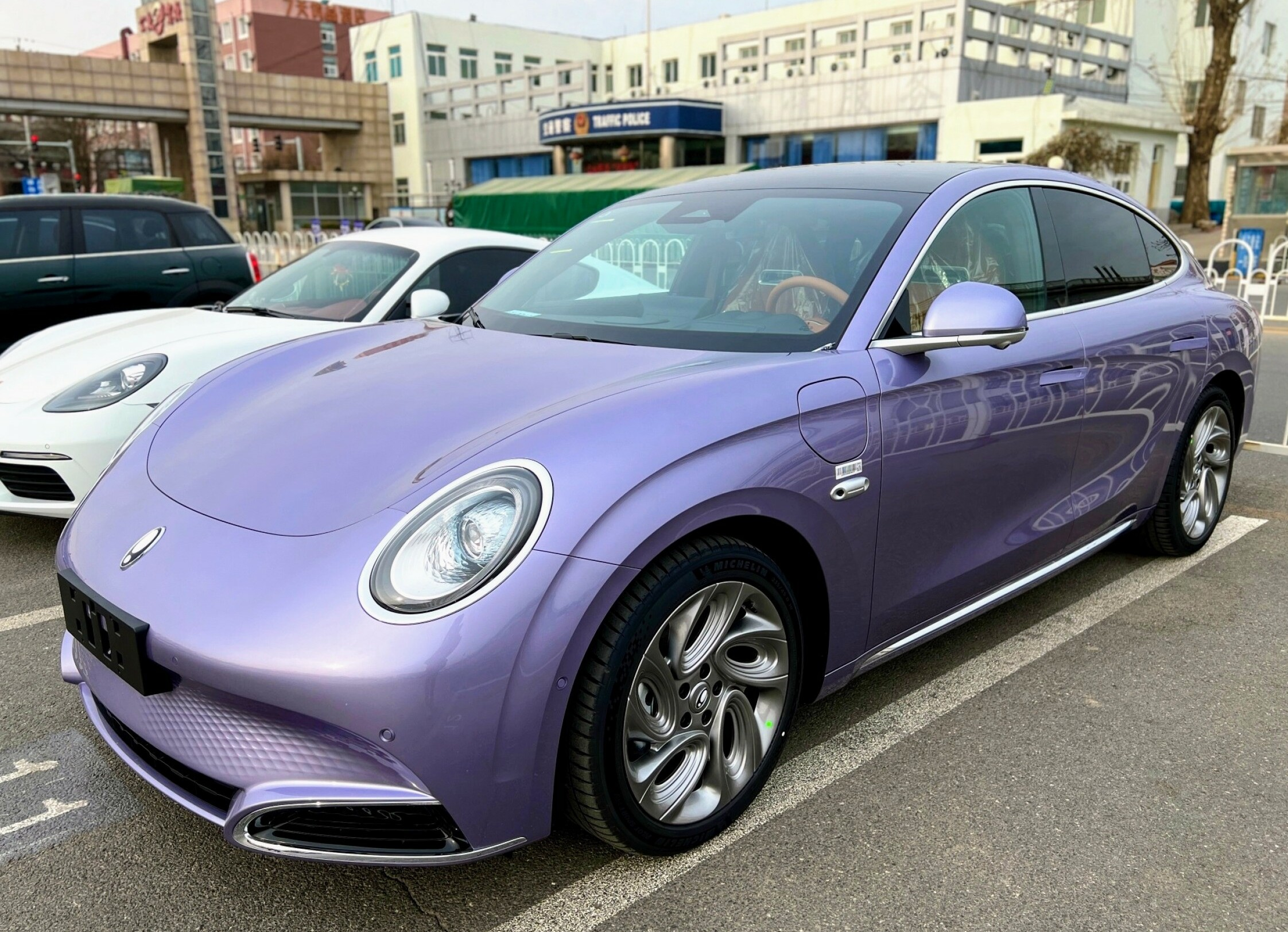
Vista cuarto delantero.
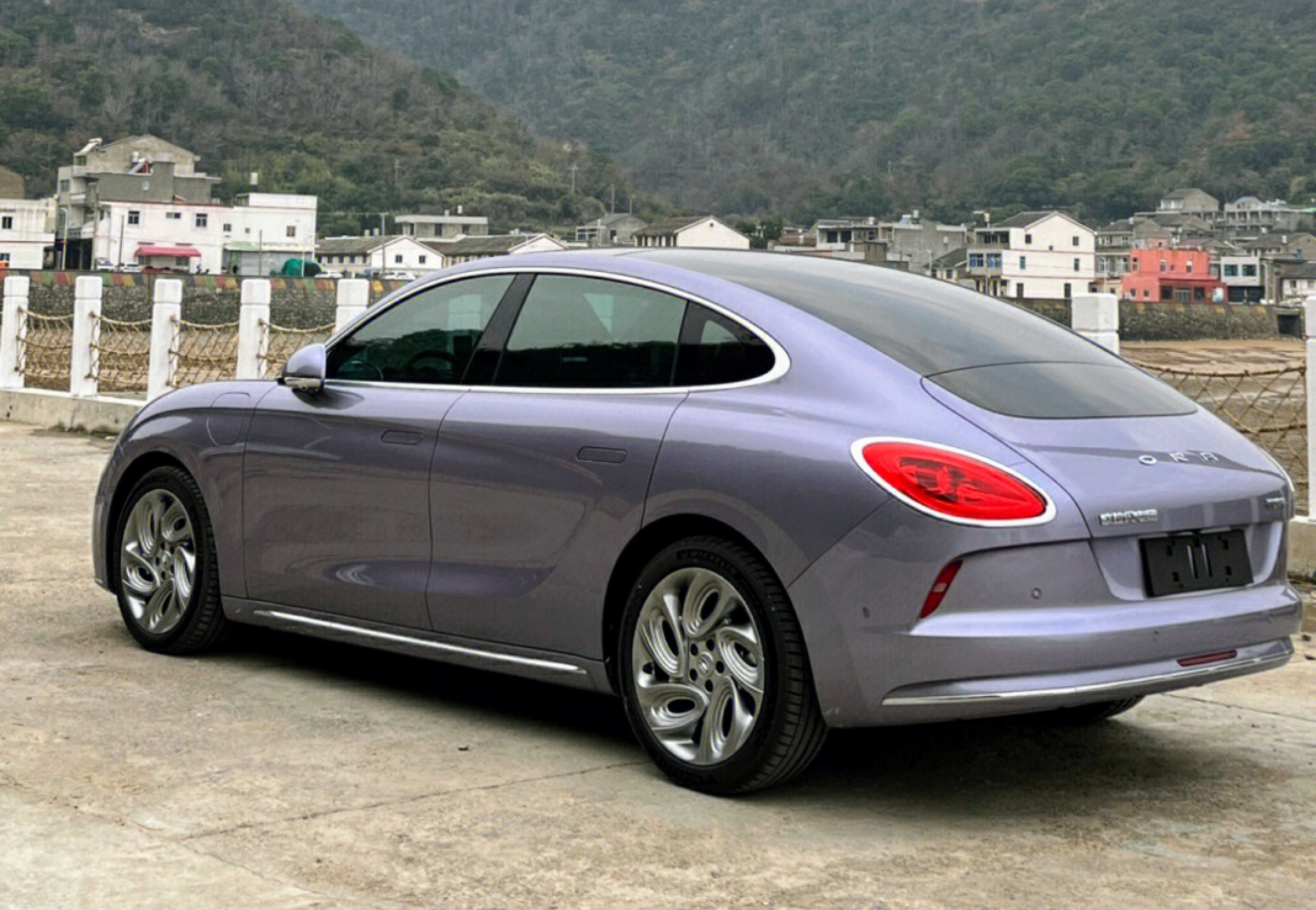
Vista cuarto trasero.

### Batería
El Ora Lightning Cat utiliza un paquete de baterías 82 kilovatios hora (295,2 MJ), que poseen una potencia de 300 kW (402 HP; 408 CV) y 680 N·m (69,3 kg·m; 501,5 lb·pie) de par motor. Estas proporcionan una velocidad máxima de 180 km/h (112 mph) y una aceleración de 0-100 km/h (0-62 mph) de ~3 segundos. El procedimiento de prueba de vehículos ligeros armonizado a nivel mundial (WLTP) del automóvil tiene un alcance de 450 kilómetros (280 mi).